# International Bluegrass Music Hall of Fame
Die International Bluegrass Music Hall of Fame ist eine US-amerikanische Ruhmeshalle, die jedes Jahr bedeutende Musiker des Bluegrass mit der Aufnahme ehrt.

## Geschichte
Die Bluegrass Hall of Fame wurde 1991 unter dem Namen „International Bluegrass Hall of Honor“ gegründet. Die ersten Geehrten waren Lester Flatt und Earl Scruggs sowie der „Father of Bluegrass“ Bill Monroe. Die Hall of Fame ehrt jedes Jahr Pioniere des Bluegrass oder andere bedeutende Künstler des Genres.  Jedes Jahr werden von über 200 Persönlichkeiten aus der Musikindustrie Künstler nominiert, von denen letztendlich fünf während der Verleihung des International Bluegrass Music Awards aufgenommen werden. 
Die Hall of Fame wird von der International Bluegrass Music Association betrieben und hat ihren Sitz im International Bluegrass Music Museum in Owensboro, Kentucky.

## Geehrte
- 1991: Lester Flatt, Bill Monroe, Earl Scruggs
- 1992: Don Reno & "Red" Smiley, The Stanley Brothers
- 1993: Jim & Jesse, Mac Wiseman
- 1994: Osborne Brothers
- 1995: Jimmy Martin
- 1996: The Country Gentlemen, Peter V. Kuykendall
- 1997: Josh Graves
- 1998: Chubby Wise, Carlton Haney
- 1999: Kenny Baker
- 2000: Doc Watson, Lance LeRoy
- 2001: The Carter Family
- 2002: The Lilly Brothers & Don Stover, David Freeman
- 2003: J. D. Crowe
- 2004: Curly Seckler, Bill Vernon
- 2005: Red Allen, Benny Martin
- 2006: The Lewis Family, Syd Nathan
- 2007: Howard Watts (aka Cedric Rainwater), Carl Story
- 2008: Bill Clifton, Charles K. Wolfe
- 2009: Lonesome Pine Fiddlers, The Dillards
- 2010: John Hartford, Louise Scruggs
- 2011: Del McCoury, George Shuffler
- 2012: Doyle Lawson, Ralph Rinzler
- 2013: Tony Rice, Paul Warren
- 2014: Neil Rosenberg, The Original Seldom Scene
- 2015: Larry Sparks, Bill Keith
- 2016: The Rounder Founders, Clarence White
- 2017: Roland White, Bobby Hicks, Hazel Dickens and Alice Gerrard
- 2018: Terry Woodward, Joe Val, Jake Tullock, Allen Shelton, Mike Seeger, Vassar Clements, Tom T. and Dixie Hall, Paul Williams, Ricky Skaggs
- 2019: The Kentucky Colonels, Bill Emerson, Mike Auldridge
- 2020: New Grass Revival, The Johnson Mountain Boys, J. T. Gray
- 2021: Alison Krauss, Lynn Morris, The Stoneman Family[1]
- 2022: Norman Blake, Paul „Moon“ Mullins, Peter Rowan[2]
- 2023: Sam Bush, Wilma Lee Cooper, David Grisman[3]